# Erich Engel (Musiker)
Erich Wilhelm Engel (auch kurz Erich Engel bzw. Erich W. Engel, geboren am 13. Jänner 1888 in Wien; gestorben am 30. Dezember 1955 ebenda) war ein österreichischer Pianist, Kapellmeister und Musikschriftsteller.

## Leben
Erich Engel wurde am 13. Jänner 1888 in Wien geboren. 1908 gab er als Musikschriftsteller sein erstes Werk heraus, 1911 trat er im Verlag seines Vaters als Mitautor in Erscheinung. 1913 erhielt er ein erstes Engagement als Korrepetitor an der Deutschen Oper Berlin-Charlottenburg. Zwischen 1914 und 1918 nahm er als Soldat am Ersten Weltkrieg teil und geriet dabei in russische Kriegsgefangenschaft, aus der er erst 1919 zurückkehrte. Nachdem 1919 seine Anstellung an der Deutschen Oper Berlin (ab 1920 Städtischen Oper) erneuert worden war, stieg Engel dort zum Kapellmeister, Dramaturg, Studienleiter und musikalischen Assistenten u. a. von Leo Blech und Bruno Walter auf und unterrichtete auch an der Hochschule für Musik Berlin.
1925 wechselte er als Studienleiter an die Staatsoper Dresden, wo er als Assistent von Fritz Busch zu dessen einflussreichsten Mitarbeitern zählte, er galt als das „‚Gewissen‘ der Staatsoper in musikalisch-künstlerischen Dingen“. Während der Jahre in Dresden kam Engel auch in engeren Kontakt zu Richard Strauss, mit dem er insbesondere während der Entstehung von dessen Oper „Die schweigsame Frau“ in intensiver Verbindung stand. Um 1930 heiratete er in zweiter Ehe die Sopranistin Edytha Fleischer.
Nachdem am 7. März 1933 durch die Aktion einer NSDAP-Betriebszelle unter Alexis Posse Fritz Busch von der Dresdner Staatsoper vertrieben worden war, wurde in Folge dieser Ereignisse Erich Engel wegen seiner Loyalität zu Busch, vor allem aber wegen seiner jüdischen Herkunft am 9. März 1933 beurlaubt und am 18. Mai 1933 ebenfalls entlassen. Gemeinsam mit Busch emigrierte Engel mit seiner Frau und mit anderen Künstlern kurz darauf nach Argentinien.
In den Folgejahren wirkte er am Teatro Colón in Buenos Aires erneut als Studienleiter, später als Leiter der von ihm selbst aufgebauten Opernschule. Zusammen mit Josef Gielen, Robert Kinsky und Otto Erhardt prägte er Programm und Ensemble dauerhaft.
1949 übernahm seine Frau eine Stelle als Gesangspädagogin am Konservatorium der Stadt Wien. Erich Engel kehrte erst 1951 dauerhaft nach Europa zurück. Er wurde als Studienleiter an die Wiener Staatsoper engagiert und leitete dort auch das Opernstudio. Durch Vermittlung von Hans Knappertsbusch wurde er 1951 als Studienleiter zu den ersten Nachkriegs-Festspielen in Bayreuth geholt. Zu einer Wiederholung von Engels Engagement in Bayreuth kam es allerdings nicht, seine Nachfolge übernahm der ebenfalls aus dem Exil zurückgekehrte Studienleiter Hermann Weigert.
Erich Engel starb am 30. Dezember 1955 in Wien.

## Werke
- R. Wagners Leben und Werke im Bilde, 1908, (1913 als Kalender)
- J. Strauß und seine Zeit, 1911 (als Kalender, sog. Engel-Kalender)
- W. A. Mozarts Leben und Werke im Bilde, 1914 (als Kalender).